# MYA (gruppo musicale)
MYA è stato un duo musicale argentino formatosi nel 2017 e scioltosi nel 2024. È stato costituito dai cantanti Máximo Espíndola e Agustín Bernasconi.

## Storia del gruppo
Fondatosi a Buenos Aires, la formazione ha conseguito le prime entrate nella Argentina Hot 100 per mezzo dei singoli Loco por ti, Fuego e Te olvidaré, una collaborazione con Pedro Capó certificata platino dalla Cámara Argentina de Productores de Fonogramas y Videogramas.
Nel 2018 hanno ricevuto un Kids' Choice Award argentino, mentre la loro prima nomination ai Premios Gardel, il premio musicale più importante a livello nazionale, è arrivata grazie al primo album in studio Hoy; anch'esso platino con oltre 100 000 unità equivalenti.
Qualche anno dopo hanno pubblicato una versione remix di 2:50, realizzata con Tini e Duki, che si è posizionata sul podio della hit parade nazionale. Il pezzo è contenuto nel secondo disco Suena MYA!, trainato da un tour e messo in commercio nel novembre 2021 dal gruppo argentino della Sony Music.

## Formazione
- Máximo Espíndola – voce
- Agustín Bernasconi – voce

## Discografia

### Album in studio
- 2019 – Hoy
- 2021 – Suena MYA!
- 2024 – Blanco y negro

### Singoli
- 2017 – Amor prohibido
- 2018 – Día y noche
- 2018 – A escondidas
- 2018 – Loco por ti (con Abraham Mateo e Feid)
- 2018 – Fuego (con Leslie Grace)
- 2019 – Te vas
- 2019 – Te olvidaré (con Pedro Capó)
- 2020 – Histeriqueo (con Emilia)
- 2020 – Una y mil veces (con Mau y Ricky)
- 2020 – 25 noches (feat. Abraham Mateo)
- 2020 – 2:50 (solo o con Tini e Duki)
- 2020 – 250X (con Fer Palacio)
- 2021 – Te quiero x eso
- 2021 – Fuiste mía (con le Ha*Ash)
- 2021 – No bailo pa ti (con i Migrantes)
- 2021 – Como + nadie (con Lit Killah e Rusherking)
- 2022 – Taza taza
- 2022 – Yo no te pido la Luna (con Soledad)
- 2022 – Bikini
- 2022 – Amarte así (con Alejandro Lerner)
- 2022 – Mal de amor (con Manuel Turizo)
- 2022 – Nunca soltamos (con Abel Pintos)
- 2023 – Legendaria (con Cali y el Dandee)
- 2023 – MYA Live P1: Chanel de coco (con Rusherking)
- 2023 – MYA Live P2: Corazón guerrero (con La K'onga)
- 2023 – MYA Live P3: Que pasará (con Dread Mar I)
- 2023 – MYA Live P4: Prisionero (con Ulises Bueno)
- 2024 – MYA Live P5: Si tu la ves (con i Rafaga)
- 2024 – Entre la tierra y el cielo (con Los Nocheros ed Emanero)
- 2024 – Lunar
- 2024 – El proceso
- 2024 – Soy
- 2024 – Si pudiera
- 2024 – Blanco y negro
- 2024 – Quiero llorar (con The La Planta)

## Tournée
- 2021/22 – Suena MYA tour
- 2024 – Blanco y negro tour